# Старый Мост (деревня)
Старый Мост (бел. Стары Мост) — деревня в Ельском районе Гомельской области Белоруссии. Входит в состав Скороднянского сельсовета.
На западе, севере и востоке граничит с лесом.

## География

### Расположение
В 25 км на юго-восток от Ельска, в 5 км от железнодорожной станции Словечно (на линии Калинковичи — Овруч), 203 км от Гомеля.

## Гидрография
Река Жалонь (Мухоедовский канал).

## Транспортная сеть
Транспортные связи по просёлочной, затем автомобильной дороге Новая Рудня — Ельск. Планировка состоит из 2 почти параллельных между собой коротких прямолинейных улиц, застроенных деревянными домами усадебного типа.

## История
По письменным источникам известна с XIX века как хутор в Мозырском уезде Минской губернии. В 1908 году хутор и одноимённый фольварк в Скороднянской волости. Во время Великой Отечественной войны в июне 1943 года оккупанты сожгли деревню и убили 15 жителей. 18 жителей погибли на фронтах. В 1959 году в составе совхоза «Скороднянский» (центр — деревня Скородное).

## Население

### Численность
- 2004 год — 12 хозяйств, 15 жителей.

### Динамика
- 1897 год — 5 дворов, 37 жителей (согласно переписи).
- 1917 год — 44 жителя.
- 1924 год — 14 дворов.
- 1940 год — 32 двора, 105 жителей.
- 1959 год — 153 жителя (согласно переписи).
- 2004 год — 12 хозяйств, 15 жителей.